# Podgórzyn (gmina)
Podgórzyn – gmina wiejska w województwie dolnośląskim, w powiecie karkonoskim. W latach 1975–1998 gmina położona była w województwie jeleniogórskim.
Siedziba władz gminy to Podgórzyn.
Według danych z 31 grudnia 2015 gminę zamieszkiwało 8270 osób. Natomiast według danych z 30 czerwca 2020 roku gminę zamieszkiwały 8262 osoby.

## Struktura powierzchni
Według danych z roku 2002 gmina Podgórzyn ma obszar 82,47 km², w tym:
- użytki rolne: 37%
- użytki leśne: 51%

Gmina stanowi 13,13% powierzchni powiatu.

## Demografia

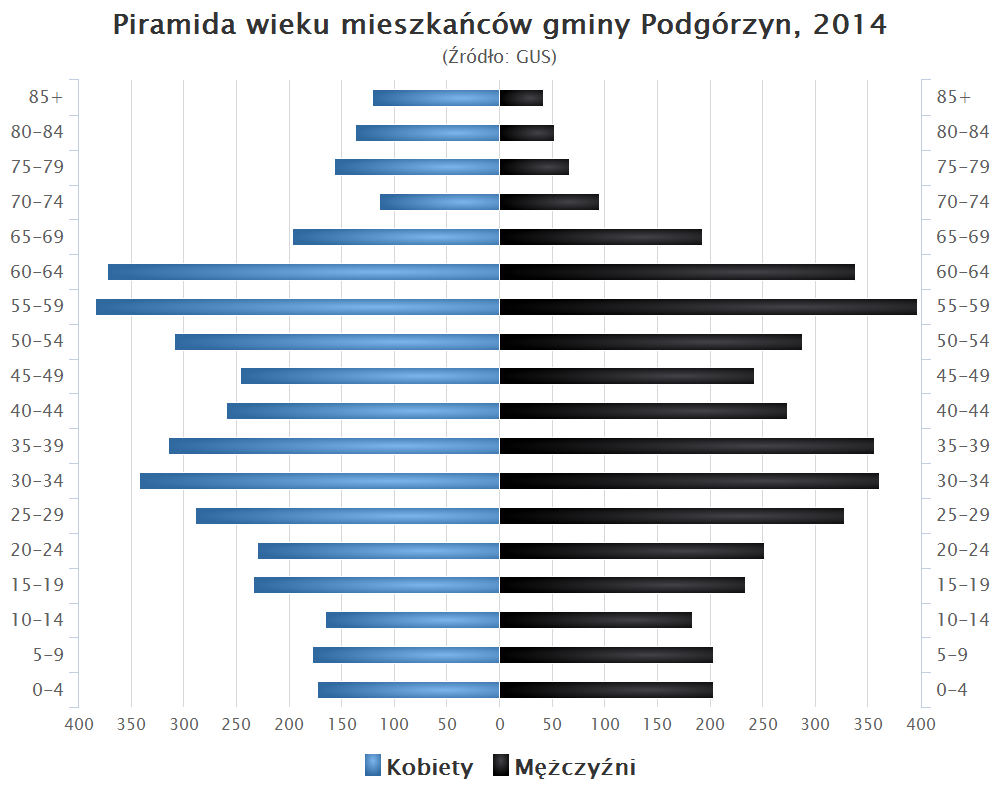
Piramida wieku mieszkańców gminy Podgórzyn w 2014 roku

Dane z 30 czerwca 2004:
| Opis                              | Ogółem | Ogółem | Kobiety | Kobiety | Mężczyźni | Mężczyźni |
| --------------------------------- | ------ | ------ | ------- | ------- | --------- | --------- |
| jednostka                         | osób   | %      | osób    | %       | osób      | %         |
| populacja                         | 7824   | 100    | 4027    | 51,5    | 3797      | 48,5      |
| gęstość zaludnienia (mieszk./km²) | 94,9   | 94,9   | 48,8    | 48,8    | 46        | 46        |

## Galeria

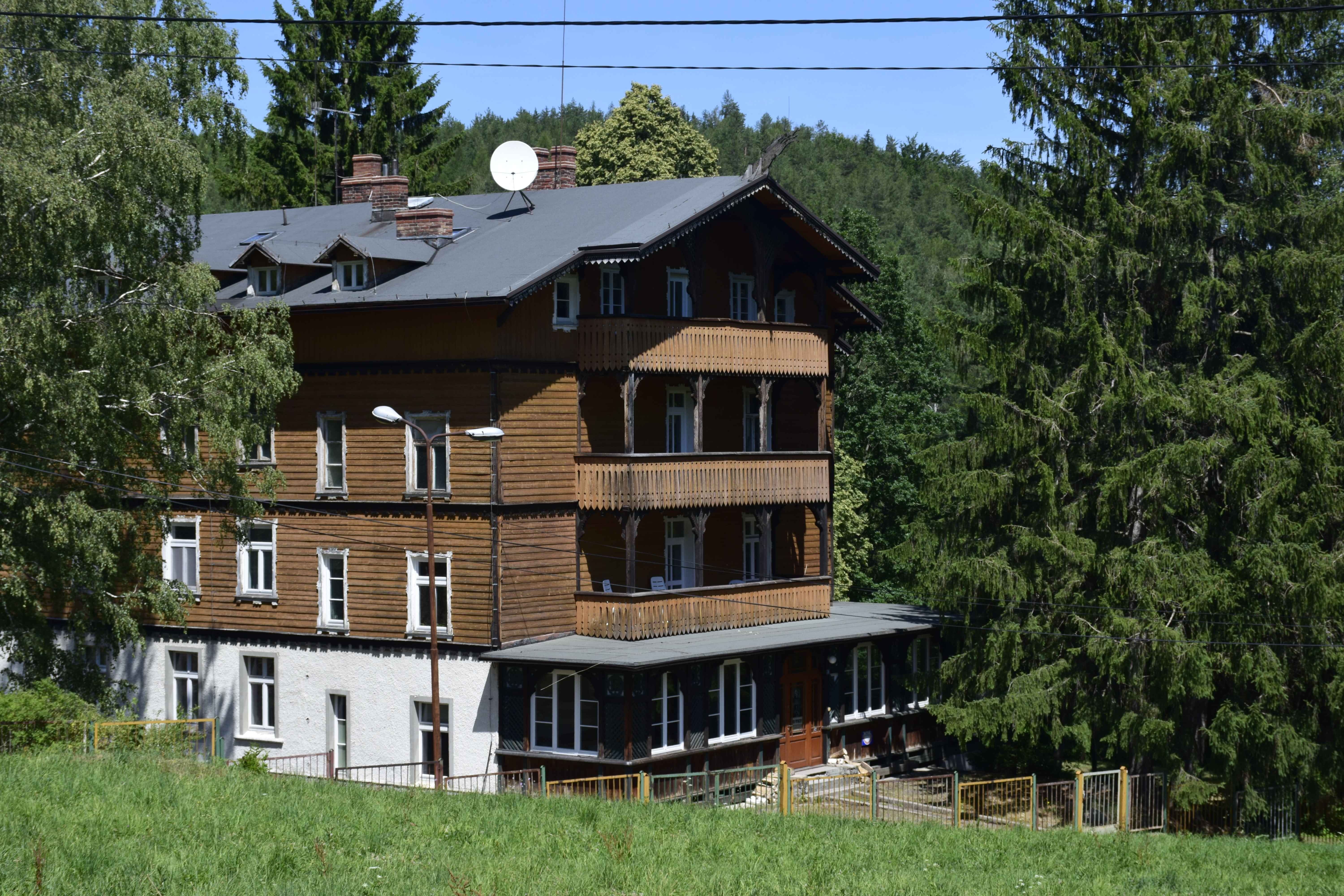
Zachełmie
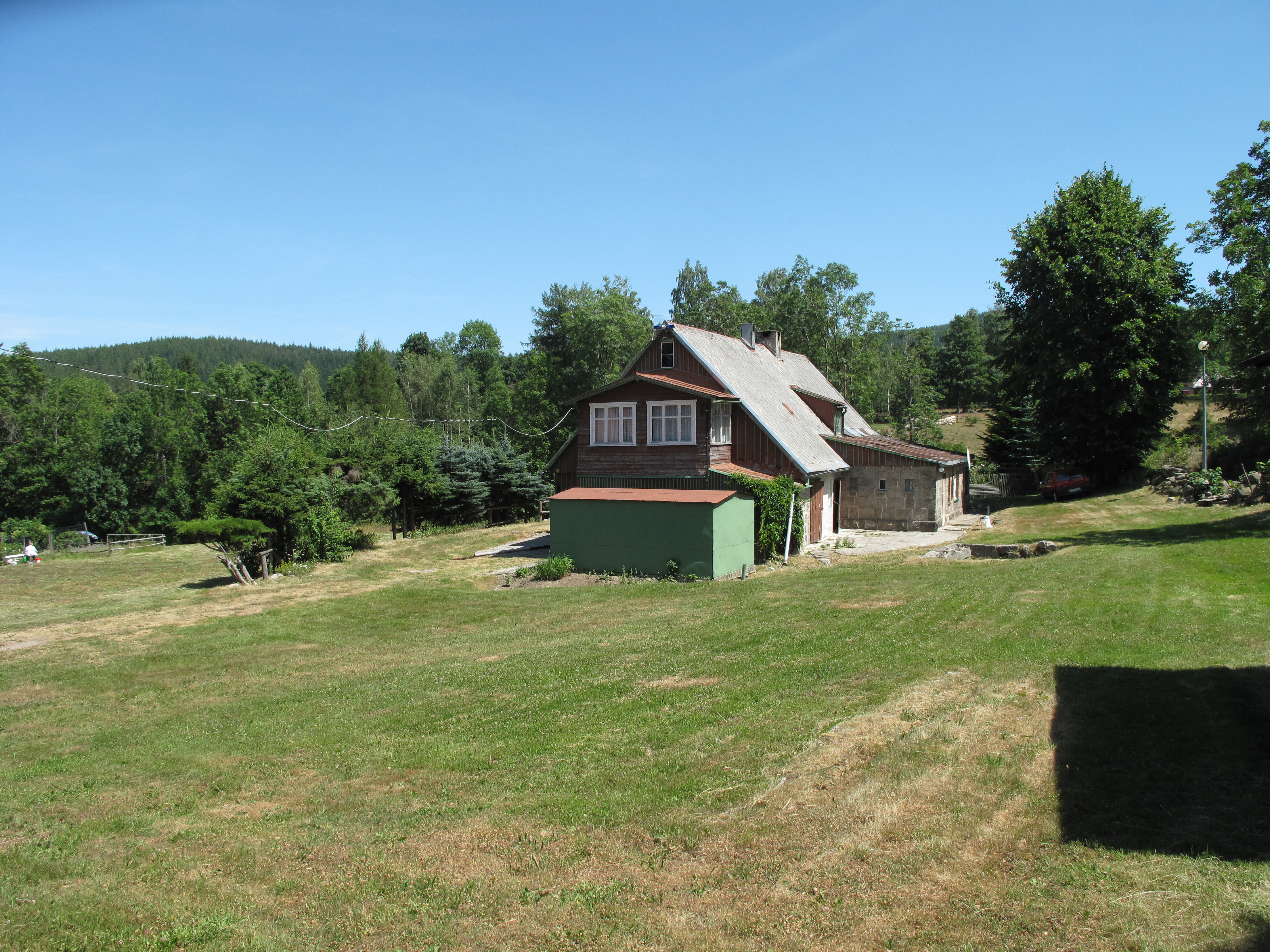
Borowice
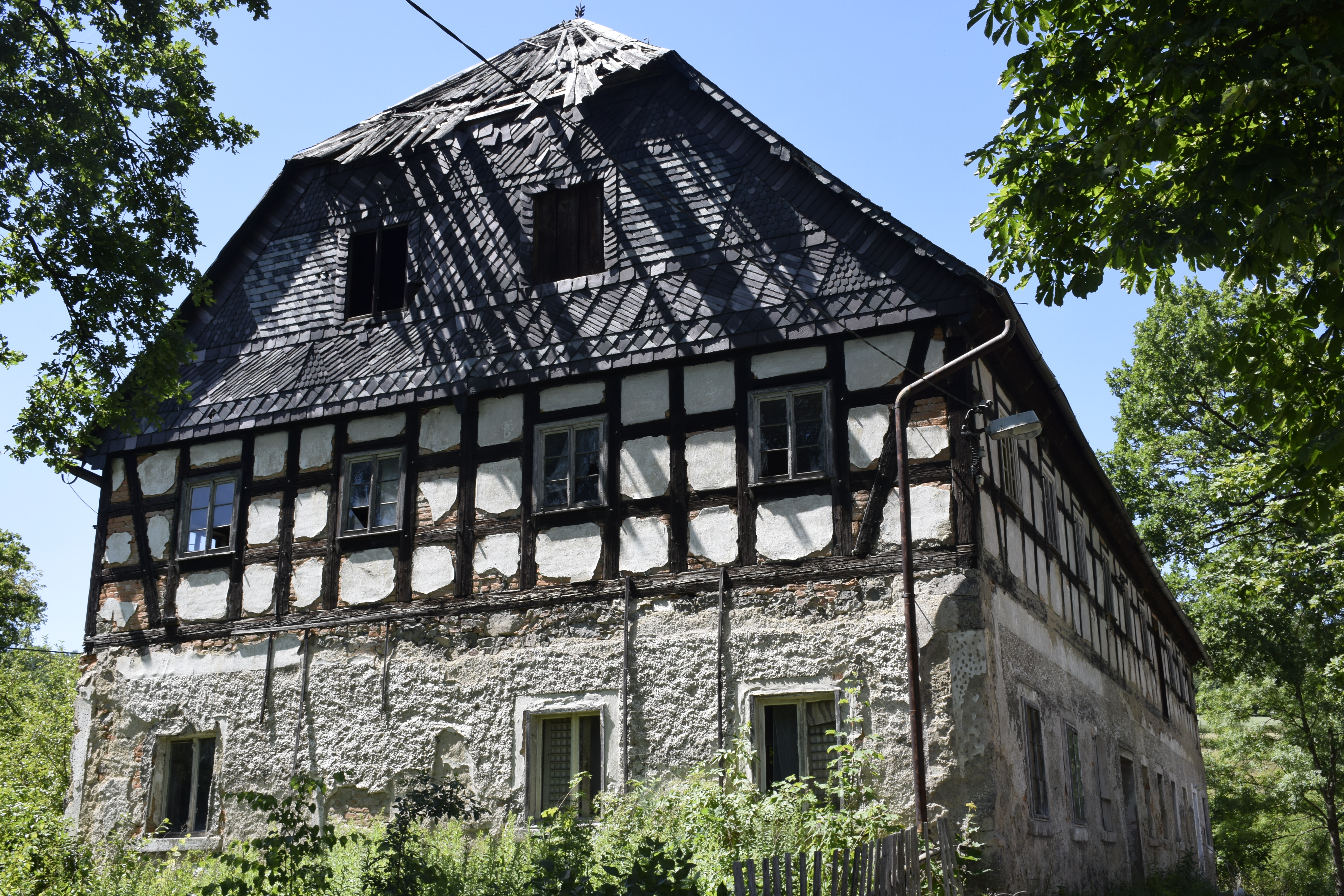
Głębock
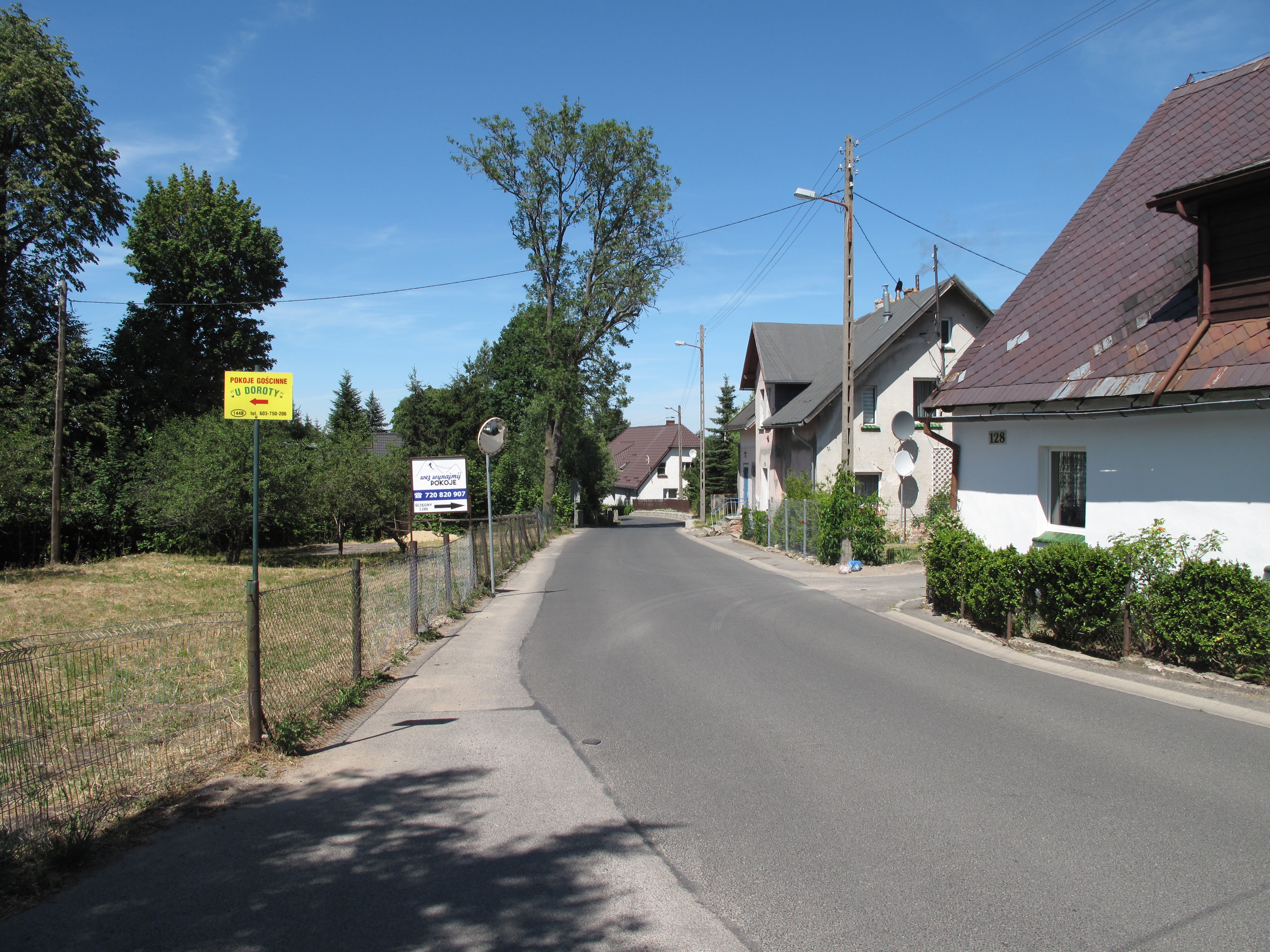
Ścięgny

## Sołectwa
Borowice, Głębock, Marczyce, Miłków, Podgórzyn, Przesieka, Sosnówka, Staniszów, Ścięgny, Zachełmie.

## Sąsiednie gminy
Jelenia Góra, Karpacz, Kowary, Mysłakowice. Gmina sąsiaduje z Czechami.